# Timothy Willoughby
Timothy John Willoughby (conocido como Tim Willoughby; 24 de junio de 1954-9 de enero de 2008) fue un deportista australiano que compitió en remo.
Participó en dos Juegos Olímpicos de Verano en los años 1980 y 1984, obteniendo una medalla de bronce en Los Ángeles 1984 en la prueba de ocho con timonel. Ganó una medalla de bronce en el Campeonato Mundial de Remo de 1983.

## Palmarés internacional
| Juegos Olímpicos   | Juegos Olímpicos             | Juegos Olímpicos  | Juegos Olímpicos |
| Año                | Lugar                        | Medalla           | Prueba           |
| ------------------ | ---------------------------- | ----------------- | ---------------- |
| 1984               | Los Ángeles (Estados Unidos) | Medalla de bronce | Ocho con timonel |
| Campeonato Mundial |                              |                   |                  |
| Año                | Lugar                        | Medalla           | Prueba           |
| 1983               | Duisburgo (RFA)              | Medalla de bronce | Ocho con timonel |